# Краснокутский, Алексей Андреевич
Алексей Андреевич Краснокутский (1913—1977) — старшина Рабоче-крестьянской Красной Армии, участник Великой Отечественной войны, Герой Советского Союза (1946).

## Биография
Алексей Краснокутский родился 30 марта 1913 года в селе Счастье (ныне — город в Новоайдарском районе Луганской области Украины). Получил начальное образование, после чего работал на Ворошиловградском паровозостроительном заводе. В феврале 1942 года Краснокутский был призван на службу в Рабоче-крестьянскую Красную Армию. С марта 1943 года — на фронтах Великой Отечественной войны. В боях два раза был ранен.
К марту 1945 года гвардии старшина Алексей Краснокутский командовал отделением 4-й гвардейской механизированной бригады 2-го гвардейского механизированного корпуса 46-й армии 2-го Украинского фронта. Отличился во время боёв в Венгрии. 21 марта 1945 года на подступах к Дьёру его отделение уничтожило группу из 40 вражеских солдат и офицеров. 28 марта, заменив собой выбывшего из строя командира взвода, Краснокутский вместе с этим взводом прорвал немецкую оборону и отразил несколько контратак противника, уничтожив 4 бронетранспортёра и несколько десятков солдат и офицеров.
Указом Президиума Верховного Совета СССР от 15 мая 1946 года за «образцовое выполнение боевых заданий командования на фронте борьбы с немецкими захватчиками и проявленные при этом мужество и героизм» гвардии старшина Алексей Краснокутский был удостоен высокого звания Героя Советского Союза с вручением ордена Ленина и медали «Золотая Звезда» за номером 9102.
После окончания войны Краснокутский был демобилизован. Проживал и работал в Ворошиловграде. Скончался 5 апреля 1977 года, похоронен в Луганске.
Был также награждён орденами Красной Звезды, Славы 2-й и 3-й степеней, рядом медалей.